# Оленовка (Березовский район)

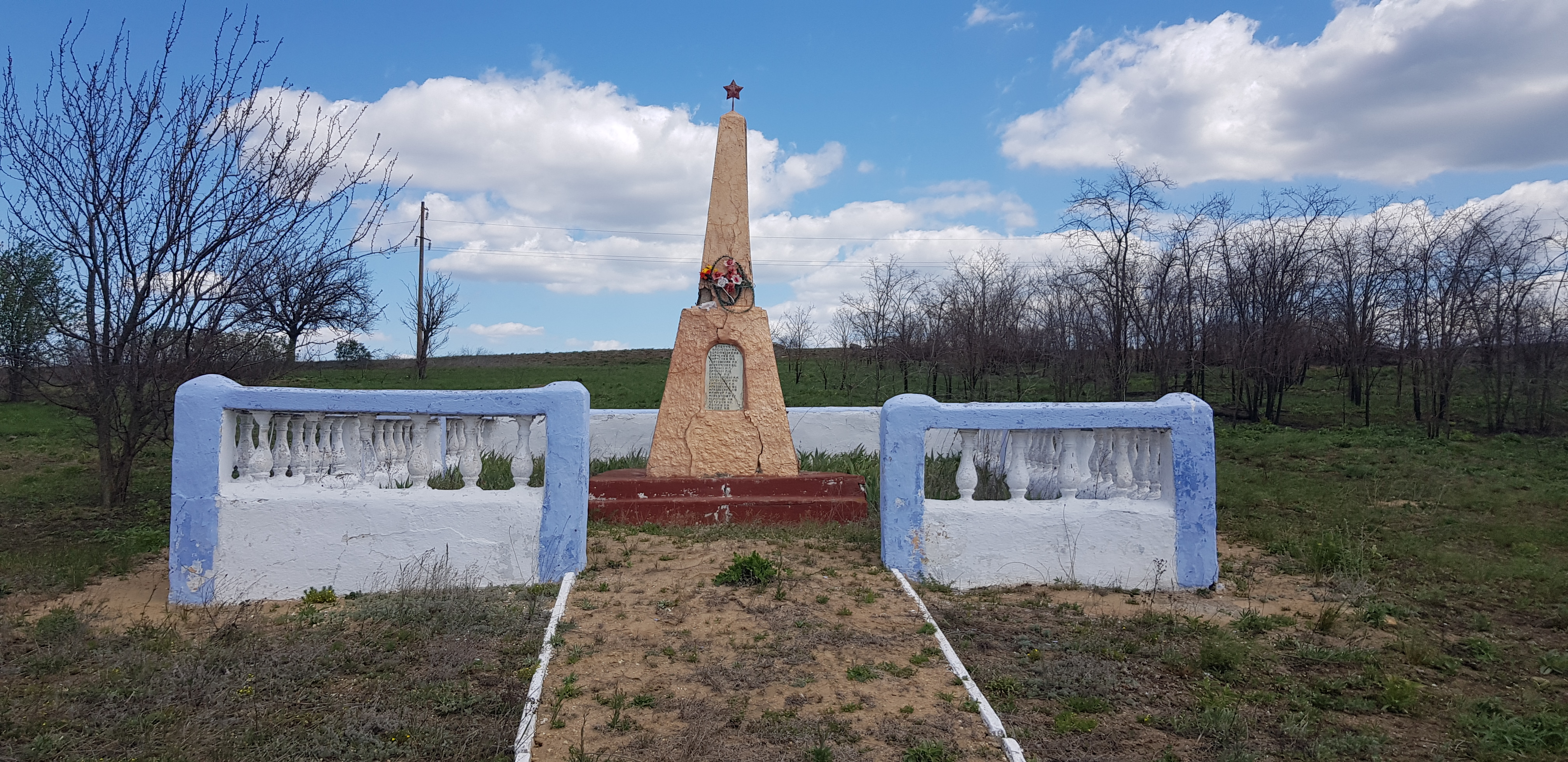
Памятник в Еленовке погибшим сельчанам в годы Второй мировой войны.

Оленовка (Еленовка) — бывшее село в Березовском районе Одесской области Украины, ликвидировано в 1999 году в связи с строительством газопровода.
Последних её жителей переселили в соседние сёла, большей частью в Ряснополь. Сегодня Еленовка представляет собой руины сельских домиков вдоль дороги и кладбище с очень старыми и уникальными могилами. На выезде из бывшего села сохранился памятник погибшим сельчанам в годы Второй мировой войны. Ещё одной достопримечательностью Еленовки был знаменитый колодец с аистом, которого после ликвидации села успешно перенесли на окраину Березовки.

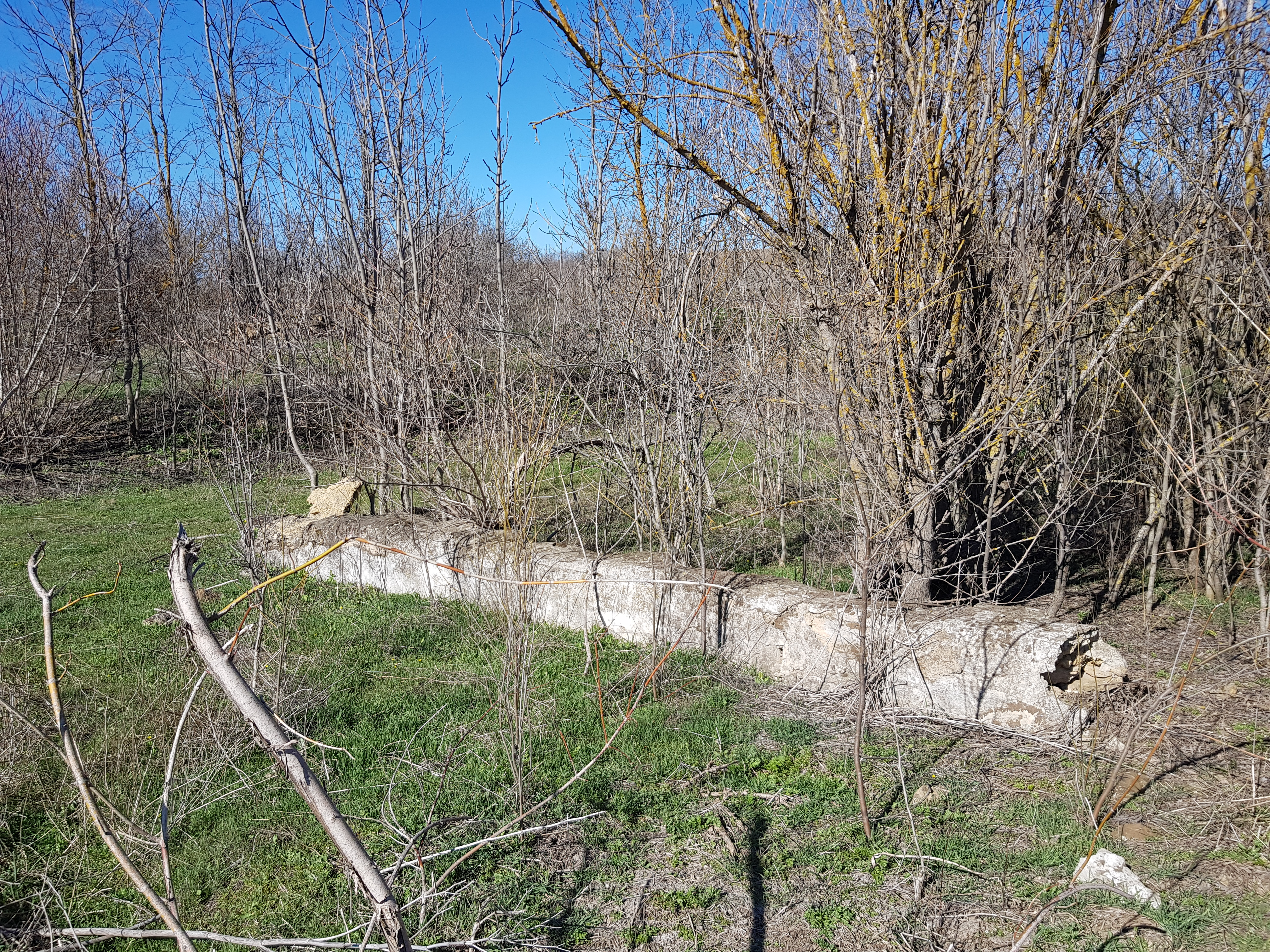
Руины Еленовки.

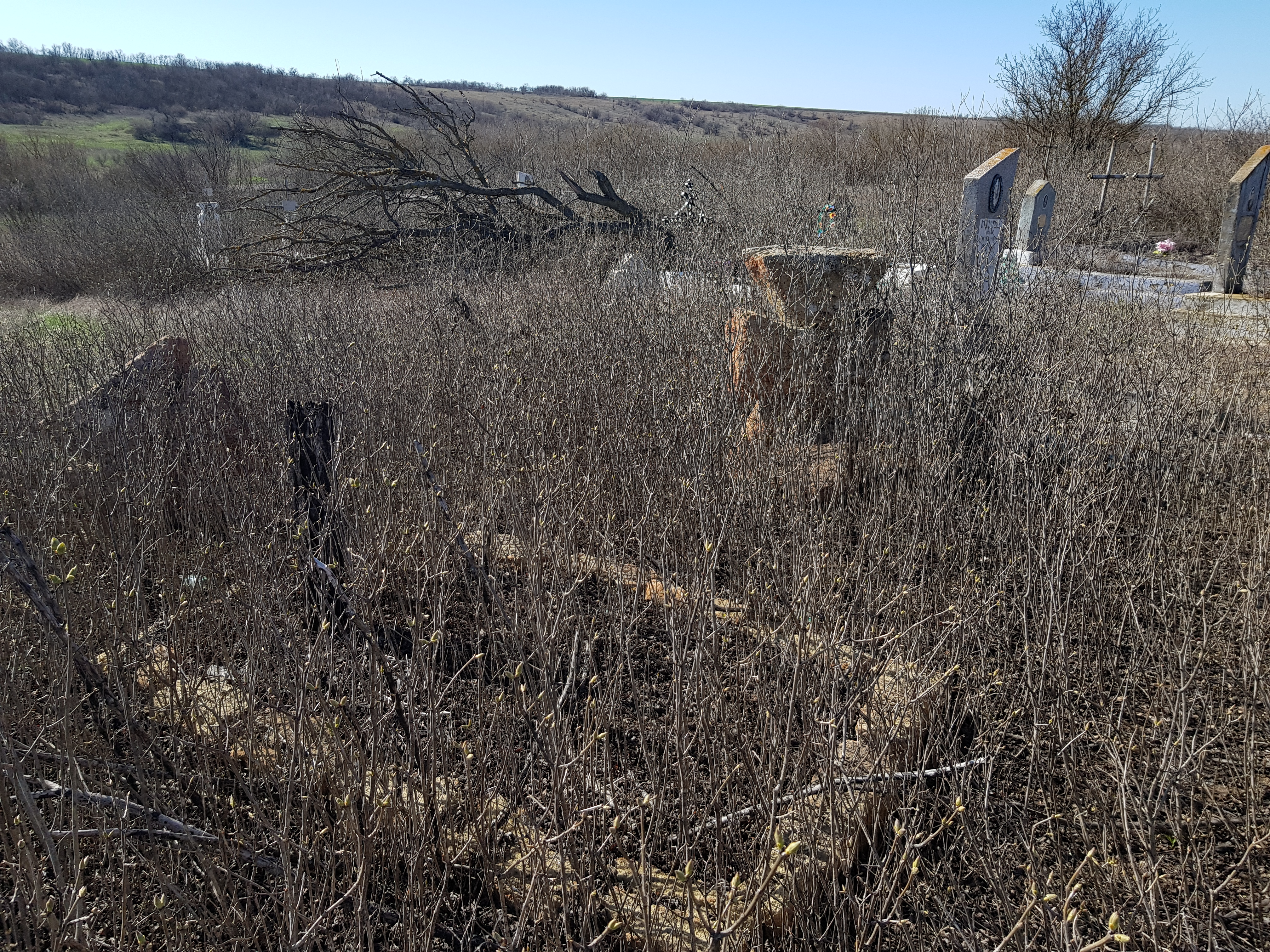
Кладбище в Еленовке.